# 霞ヶ浦町
霞ヶ浦町（かすみがうらまち）は、かつて茨城県の南部に位置し霞ヶ浦に面し、新治郡に属していた町である。2005年3月28日に隣接する千代田町との合併によりかすみがうら市となった。
町制施行前の旧称は出島村（でじまむら）。

## 地理
- 東京から60km圏内、茨城県南部の町。霞ヶ浦北西の半島状に突き出た出島（でじま）と呼ばれる地域を町域とした。

### 隣接していた市町村
- 石岡市
- 土浦市
- 玉造町
- 新治郡千代田町

## 歴史

### 年表
- 1889年（明治22年）4月1日 - 町村制が施行され下大津村、美並村、牛渡村、佐賀村、安飾村、志士庫村設置
- 1955年（昭和30年）2月11日 - 下大津村、美並村、牛渡村、佐賀村、安飾村、志士庫村が合併し、出島村（でじまむら）となる。　出島村時代の村章

出島村時代の村章

- 1987年（昭和62年）3月3日 - 霞ヶ浦大橋が完成。
- 1993年（平成5年）4月1日 - 国道354号（群馬県館林市 - 茨城県大洋村）が制定。
- 1997年（平成9年）4月1日 - 町制施行、即日改称して霞ヶ浦町となる。
- 2005年（平成17年）3月28日 - 千代田町と新設合併してかすみがうら市となる。

### 行政区域変遷
- 変遷の年表

| 霞ヶ浦町町域の変遷（年表） | 霞ヶ浦町町域の変遷（年表） | 霞ヶ浦町町域の変遷（年表） |
| 年                         | 月日                       | 旧霞ヶ浦町町域に関連する行政区域変遷 |
| -------------------------- | -------------------------- | --- |
| 1889年（明治22年）         | 4月1日                     | 町村制施行により、以下の村がそれぞれ発足。 - 下大津村 ← 加茂村・戸崎村 - 美並村 ← 深谷村・上大堤村・下大堤村・三ツ木村・南根本村・大和田村・男神村・中台村 - 牛渡村 ← 牛渡村・有河村 - 佐賀村 ← 田伏村・坂村 - 安飾村 ← 安食村・柏崎村・岩坪村・下軽部村 - 志士庫村 ← 宍倉村・西成井村・上軽部村 |
| 1955年（昭和30年）         | 2月11日                    | 下大津村・美並村・牛渡村・佐賀村・安飾村・志士庫村が合併し出島村が発足。 |
| 1997年（平成9年）          | 4月1日                     | 出島村は町制施行・即日改称し霞ヶ浦町になる。 |
| 2005年（平成17年）         | 3月28日                    | 霞ヶ浦町は千代田町と合併しかすみがうら市が発足。霞ヶ浦町は消滅。 |

- 変遷表

| 霞ヶ浦町町域の変遷表 | 霞ヶ浦町町域の変遷表 | 霞ヶ浦町町域の変遷表 | 霞ヶ浦町町域の変遷表 | 霞ヶ浦町町域の変遷表   | 霞ヶ浦町町域の変遷表              | 霞ヶ浦町町域の変遷表           | 霞ヶ浦町町域の変遷表 | 霞ヶ浦町町域の変遷表 |
| 1868年 以前          | 1868年 以前          | 明治元年 - 明治22年  | 明治22年 4月1日      | 明治22年 - 昭和64年    | 平成元年 - 現在                   | 平成元年 - 現在                | 現在                 |                      |
| -------------------- | -------------------- | -------------------- | -------------------- | ---------------------- | --------------------------------- | ------------------------------ | -------------------- | -------------------- |
|                      | 加茂村               | 加茂村               | 下大津村             | 昭和30年2月11日 出島村 | 平成9年4月1日 霞ヶ浦町に 町制改称 | 平成17年3月28日 かすみがうら市 | かすみがうら市       |                      |
|                      | 戸崎村               |                      | 下大津村             | 昭和30年2月11日 出島村 | 平成9年4月1日 霞ヶ浦町に 町制改称 | 平成17年3月28日 かすみがうら市 | かすみがうら市       |                      |
|                      | 深谷村               | 深谷村               | 美並村               | 昭和30年2月11日 出島村 | 平成9年4月1日 霞ヶ浦町に 町制改称 | 平成17年3月28日 かすみがうら市 | かすみがうら市       |                      |
|                      | 上大堤村             |                      | 美並村               | 昭和30年2月11日 出島村 | 平成9年4月1日 霞ヶ浦町に 町制改称 | 平成17年3月28日 かすみがうら市 | かすみがうら市       |                      |
|                      | 下大堤村             |                      | 美並村               | 昭和30年2月11日 出島村 | 平成9年4月1日 霞ヶ浦町に 町制改称 | 平成17年3月28日 かすみがうら市 | かすみがうら市       |                      |
|                      | 三ツ木村             |                      | 美並村               | 昭和30年2月11日 出島村 | 平成9年4月1日 霞ヶ浦町に 町制改称 | 平成17年3月28日 かすみがうら市 | かすみがうら市       |                      |
|                      | 南根本村             |                      | 美並村               | 昭和30年2月11日 出島村 | 平成9年4月1日 霞ヶ浦町に 町制改称 | 平成17年3月28日 かすみがうら市 | かすみがうら市       |                      |
|                      | 大和田村             |                      | 美並村               | 昭和30年2月11日 出島村 | 平成9年4月1日 霞ヶ浦町に 町制改称 | 平成17年3月28日 かすみがうら市 | かすみがうら市       |                      |
|                      | 男神村               |                      | 美並村               | 昭和30年2月11日 出島村 | 平成9年4月1日 霞ヶ浦町に 町制改称 | 平成17年3月28日 かすみがうら市 | かすみがうら市       |                      |
|                      | 中台村               |                      | 美並村               | 昭和30年2月11日 出島村 | 平成9年4月1日 霞ヶ浦町に 町制改称 | 平成17年3月28日 かすみがうら市 | かすみがうら市       |                      |
|                      | 牛渡村               | 牛渡村               | 牛渡村               | 昭和30年2月11日 出島村 | 平成9年4月1日 霞ヶ浦町に 町制改称 | 平成17年3月28日 かすみがうら市 | かすみがうら市       |                      |
|                      | 有河村               |                      | 牛渡村               | 昭和30年2月11日 出島村 | 平成9年4月1日 霞ヶ浦町に 町制改称 | 平成17年3月28日 かすみがうら市 | かすみがうら市       |                      |
|                      | 田伏村               | 田伏村               | 佐賀村               | 昭和30年2月11日 出島村 | 平成9年4月1日 霞ヶ浦町に 町制改称 | 平成17年3月28日 かすみがうら市 | かすみがうら市       |                      |
|                      | 坂村                 |                      | 佐賀村               | 昭和30年2月11日 出島村 | 平成9年4月1日 霞ヶ浦町に 町制改称 | 平成17年3月28日 かすみがうら市 | かすみがうら市       |                      |
|                      | 安食村               | 安食村               | 安飾村               | 昭和30年2月11日 出島村 | 平成9年4月1日 霞ヶ浦町に 町制改称 | 平成17年3月28日 かすみがうら市 | かすみがうら市       |                      |
|                      | 柏崎村               |                      | 安飾村               | 昭和30年2月11日 出島村 | 平成9年4月1日 霞ヶ浦町に 町制改称 | 平成17年3月28日 かすみがうら市 | かすみがうら市       |                      |
|                      | 岩坪村               | 明治20年 岩坪村      | 安飾村               | 昭和30年2月11日 出島村 | 平成9年4月1日 霞ヶ浦町に 町制改称 | 平成17年3月28日 かすみがうら市 | かすみがうら市       |                      |
|                      | 新岩坪村             | 明治20年 岩坪村      | 安飾村               | 昭和30年2月11日 出島村 | 平成9年4月1日 霞ヶ浦町に 町制改称 | 平成17年3月28日 かすみがうら市 | かすみがうら市       |                      |
|                      | 下軽部村             |                      | 安飾村               | 昭和30年2月11日 出島村 | 平成9年4月1日 霞ヶ浦町に 町制改称 | 平成17年3月28日 かすみがうら市 | かすみがうら市       |                      |
|                      | 宍倉村               | 宍倉村               | 志士庫村             | 昭和30年2月11日 出島村 | 平成9年4月1日 霞ヶ浦町に 町制改称 | 平成17年3月28日 かすみがうら市 | かすみがうら市       |                      |
|                      | 成井村               | 明治12年 西成井村    | 志士庫村             | 昭和30年2月11日 出島村 | 平成9年4月1日 霞ヶ浦町に 町制改称 | 平成17年3月28日 かすみがうら市 | かすみがうら市       |                      |
|                      | 上軽部村             |                      | 志士庫村             | 昭和30年2月11日 出島村 | 平成9年4月1日 霞ヶ浦町に 町制改称 | 平成17年3月28日 かすみがうら市 | かすみがうら市       |                      |

## 行政
- 町長　郡司豊廣

## 交通
JR常磐線がわずかにかすめるが駅はない。町役場へは土浦駅から関東鉄道バスを利用する。

### 道路
- 有料道路
  - 霞ヶ浦大橋有料道路（2005年11月1日に無料開放）
- 一般国道
  - 国道354号
- 一般県道
  - 茨城県道118号石岡田伏土浦線
  - 茨城県道138号石岡つくば線
  - 茨城県道141号牛渡馬場山土浦線
  - 茨城県道194号宍倉玉里線
  - 茨城県道197号戸崎上稲吉線
  - 茨城県道221号飯岡石岡線
- 自転車道
  - 茨城県道504号潮来土浦自転車道線